# Parabembras
Parabembras es un género de peces actinopeterigios marinos, el único de la familia monotípica Parabembridae. Su nombre procede del griego para (al lado de) y bembras (una especie de pez).

## Morfología
Cabeza deprimida, aletas pélvicas debajo de la base pectoral, la longitud máxima descrita es de 24 cm.

## Distribución y hábitat
Sus especies se distribuyen por aguas del océano Índico y del océano Pacífico, donde viven pegados al fondo con comportamiento bentónico.

## Especies
Existen solo dos especies reconocidas en este género y familia:
- Parabembras curtus (Temminck & Schlegel, 1843)
- Parabembras robinsoni Regan, 1921